# Gary Glasberg
Gary Glasberg (* 15. Juli 1966 in New York City; † 28. September 2016 in Los Angeles) war ein US-amerikanischer Fernsehproduzent und Drehbuchautor, der vor allem als Produzent der Fernsehserien Navy CIS und Navy CIS: New Orleans bekannt wurde.

## Leben
Glasberg begann im Alter von 20 Jahren als Drehbuchautor für Animations-Serien (für FOX, Warner Bros., Nickelodeon oder Disney), wie Rugrats, Power Rangers, Duckman und Aaahh!!! Real Monsters.
Infolge lassen ihn als Produzent die Serien Crossing Jordan, The $treet, The Evidence, Bones (2005), Shark und The Mentalist zuschreiben.
In der Zeit bis zu seinem Tod produzierte Glasberg als leitender Produzent  die Serie Navy CIS und Navy CIS: New Orleans.
Glasberg war mit der Produzentin und Drehbuchautorin Mimi Schmir verheiratet und hatte zwei Söhne. Er starb unvermittelt am 28. September 2016 im Alter von 50 Jahren in Los Angeles.